# Zbyněk Brynych
Zbyněk Brynych (Karlovy Vary, 13 de juny de 1927 - Praga 24 d'agost de 1995) va ser un director de cinema i guionista txec. Va dirigir 30 pel·lícules entre 1951 i 1985.
Després de graduar-se, es va incorporar a la productora Krátký film Praha com a guionista, poc després com a director, va treballar com a director per a l'Exèrcit, per finalment aterrar a Barrandov Studio com a ajudant de direcció (amb Weiss, Miroslav Cikán o Hubáček) i després com a director. La seva primera pel·lícula independent va ser Žižkovská romance del 1958. Les seves pel·lícules es caracteritzen per la puresa visual i estilística, ben dramatitzades i amb ambient cinematogràfic relaxat. Entre 1969 i 1971 va rodar alguns episodis de sèries de televisió a Alemanya Occidental.

## Filmografia
- 1958 – Žižkovská romance
- 1959 – Pět z miliónu
- 1960 – Smyk
- 1963 – Transport z ráje
- 1963 – …a pátý jezdec je strach
- 1966 – Souhvězdí Panny
- 1967 – Já, spravedlnost
- 1969 – Die Schrecklichen (sèrie de ZDF "Der Kommissar")
- 1969 – Amerika oder der Verschollene (sèrie de ZDF "Der Kommissar")
- 1970 – O Happy Day
- 1970 – Engel, die ihre Flügel verbrennen
- 1970 – Der Papierblumenmörder (série ZDF "Der Kommissar")
- 1970 – Tod einer Zeugin (série ZDF "Der Kommissar")
- 1970 – Parkplatz-Hyänen (série ZDF "Der Kommissar")
- 1970 – Die Weibchen
- 1971 – Die Nacht von Lissabon
- 1972 – Oáza
- 1974 – Jakou barvu má láska
- 1974 – Noc oranžových ohňů
- 1975 – Romance za korunu
- 1978 – Stíhán a podezřelý
- 1984 – Poločas štěstí
- 1985 – Mravenci nesou smrt

## Reconeixements
- 1958: Nominació a laPalma d'Or al Festival Internacional de Cinema de Cannes per Žižkovská romance[2]
- 1963: Pardo d'Oro al Festival de Cinema de Locarno per Transport z ráje[3]